# Gynoplistia fulgens
Gynoplistia fulgens là một loài ruồi trong họ Limoniidae. Chúng phân bố ở miền Australasia.